# Marco Giunio Silano
Marco Giunio Silano (in latino Marcus Iunius Silanus; fl. II secolo a.C.) è stato un politico romano vissuto tra il II secolo a.C. e il I secolo a.C., in epoca repubblicana.

## Biografia
Fu eletto console nel 109 a.C. con Quinto Cecilio Metello Numidico, secondo Cicerone grazie soprattutto alle sue eccellenti qualità oratorie . In quello stesso anno combatté in Gallia Transalpina con quattro legioni contro i Cimbri, ma fu sconfitto.
Nel 104 a.C. fu accusato dal tribuno Gneo Domizio Enobarbo di iniussu populi, cioè di aver condotto la guerra senza alcuna autorizzazione da parte del popolo e, quindi, fosse lui il principale responsabile di tutte le calamità che si erano succedute durante le guerre cimbriche. La voce popolare sosteneva che il motivo vero per l'accusa di Enobarbo fosse la vendetta, perché Silano aveva ferito un suo amico stretto.
Alla fine, però, Silano fu prosciolto praticamente in maniera unanime, perché solo 2 tribù su trentacinque votarono a favore dell'incriminazione.